# Ken Lewis
Ken Lewis, pseudonimo di Kenneth Alan James Hawker (Birmingham, 3 dicembre 1942 – 2 agosto 2015), è stato un cantante, paroliere e produttore discografico britannico.
Viene considerato una dei compositori di canzoni di maggior successo degli anni 1960 assieme al suo collaboratore John Carter. Il suo più grande successo fu Can't You Hear my Heartbeat, che nel 1965 giunse al n. 1, nella classifica del singoli degli Stati Uniti, interpretata dagli Herman's Hermits.

## Biografia
Lewis conobbe a scuola quello che sarebbe diventato il suo principale coautore, John Carter. Essi fondarono un gruppo musicale skiffle di nome LVI negli anni 1950. Fu allora che iniziarono a collaborate scrivendo canzoni.
Nel 1960 i due giunsero a Londra e si presentarono con gli pseudonimi di  John Carter e Ken Lewis. Terry Kennedy divenne il loro manager e li convinse a costituire un gruppo per eseguire le loro canzoni. Nel 1961 venne pubblicato il primo singolo di Carter-Lewis e dei Southerners, Back on the Scene. Ma il gruppo non riuscì a sfondare ed il loro unico mezzo di successo fu un piccolo riff che Jimmy Page assegnò al suo chitarrista. Nel 1964 incontrarono Perry Ford,  tecnico del suono in un piccolo studio di registrazione sito in Denmark Street a Londra. Scoprirono che le loro voci erano bene assortite e iniziarono la registrazione di demo, registrando un singolo per la Pye Records, What More Do You Want sotto il nome di The Ivy League. La loro fortuna cambiò quando Herman's Hermits registrò Can't You Hear My Heartbeat? che giunse al n. 1 della Billboard 100 negli Stati Uniti. Nel Regno Unito la canzone fu un successo meno clamoroso di Goldie & the Gingerbreads.
Essi fecero da coro nella registrazione di I Can't Explain dei The Who. Nel 1965 The Ivy League realizzò un successo con Tossing and Turning, che raggiunse il n. 3 negli Official Singles Chart. Concentratosi nella composizione di canzoni, scrisse dei successi per Peter & Gordon e Brenda Lee. 
Dai primi mesi del 1966 Carter decise di essersi stancato di andare continuamente in giro a dare concerti e venne sostituito da Tony Burrows dei The Kestrels. Nel 1967 anche Lewis decide di abbandonare la Ivy league e venne sostituito da Neil Landon. Ritornò a scrivere canzoni e registrarle con Carter. Uno dei primi risultati di questa rinnovata collaborazione fu "Let's Go To San Francisco", interpretata dai The Flower Pot Men. Quando il single divenne un successo fu necessario creare un gruppo musicale per i concerti e entrambi decisero di non parteciparvi assieme. Registrarono la canzone Tony Burrows e Neil Landon, lasciando Perry Ford andare verso i The Ivy League. Verso la fine del 1967 Carter e Lewis fondarono la Sunny Records come loro casa di produzione. Agli inizi del 1968 la produzione di Lewis/Carter divenne molto caotica. Le canzoni che dovevano essere registrate dai The Flower Pot Men vennero incise dai Friends, Haystack e Dawn Chorus, per poi essere re-incise dai The Flower Pot Men. I Flower Pot Men vennero obbligati, dalla Deram Records, a registrare canzoni di Roger Greenaway e Roger Cook. Come Mark Frumento scrisse nel libretto del CD retrospettivo dei Flower Pot Men,  Listen to the flowers grow (compilato da Carter): "A questo punto la Deram decise che i Flower Pot Men non erano più un gruppo di successo ed il singolo seguente, Piccolo man, venne registrato dai Friends...il singolo dei The final Flower Pot Men venne pubblicato nel 1969 ma a quell'epoca il duo Roger Cook e Roger Greenaway non era più esistente." Dopo un tentativo andato a vuoto (In a moment of madness) i resti dei Flower Pot Men cambiarono il loro nome in White Plains. 
Dopo il piccolo successo di Chelsea (che Carter e Lewis registrarono con un gruppo chiamato Stamford Bridge), Lewis decise di lasciare l'industria musicale nel 1971, poiché affetto da depressione, andando a vivere a Wallsend.